# Рефлектор (телескоп)
Рефлектор је оптички телескоп, који помоћу система огледала омогућава оку или неком другом пријемнику да прими већу количину светлости. Он је оптички инструмент који за посматрање удаљених објеката користи део електромагнетног спектра од око 380 nm до 750 nm - видљиву светлост.
Поред рефлектора, у основне типове оптичких телескопа спада и рефрактор. Разлика између ова два типа телескопа је у томе што рефлектор за сакупљање светлости користи систем огледала, а рефрактор користи систем соћива. У последњим деценијама, за посматрање неба све се више користе телескопи катадиоптрици, који за формирање слике користе комбинацију сочива и огледала.

## Историјат
Све до почетка 17. века нису постојали уређаји који би помогли оку да региструје зрачење удаљених небеских тела. Након открића дурбина 1580. године у Холандији и његовог искоришћења за поморске сврхе, Галилеј је 1609. године дурбин применио у астрономији и започело је ново раздобље у астрономији које се назива телескопска ера. Галилеј је конструисао први телескоп и то је био телескоп рефрактор. Његов најбољи телескоп могао је да повећа 30 пута. Објектив је било испупчено сочиво пречника 5 cm, окулар је било издубљено сочиво, док је дужина цеви била 120 cm. Он је њиме успео да посматра фазе на Венери и четири Јупитерова месеца, и да на основу тих посматрања да прву потврду Коперниковог хелиоцентричног система.
Оптика се током седамнаестог века развила и експериментално и теоријски. Кеплер је 1611. године конструисао дурбин са оба испупчена сочива и по том принципу се и данас праве телескопи рефрактори. Први телескоп рефлектор конструисао је Исак Њутн крајем 1668. године. Конструкција телескопа рефлектора је била врло значајна, зато што су овакви телескопи од самог почетка показивали боље резултате од рефрактора, који и данас имају велики проблем са хроматском аберацијом.
Њутнов први рефлектор је имао пречник отвора од 2,5 cm и огледала направљена од легуре бакра и калаја која су максимално исполирана рефлектовала тек око 60% светлости. Са малим отвором објектива, два оваква огледала и повећањем око 25 пута Њутнов оригинални телескоп давао је бледу слику. Пошто је користио сферно огледало као примарно огледало, недостатак овог телескопа је била сферна аберација.
Грађени су телескопи различитих величина и конструкција, док је једини пријемник зрачења и даље било око. Тако је било све до пред крај деветнаестог века, када је фотографска емулзија нанета на плочу или филм проширила фреквентни опсег пријема на UV и IC област.

## Начин рада рефлектора
Функције сваког оптичког телескопа, па и рефлектора су:
- да увећава количину светла посматраног објекта

Рефлектор количину светла од посматраног објекта увећава својим објективом, тј. огледалом. Што је већи пречник објектива, то је ухваћена већа количина светла посматраног објекта и детаља на њему, што даје јаснију и веродостојнију слику.
- да раздваја блиске тачке на посматраном објекту више него што би могло само око посматрача

Окулар (систем сочива) прихвата од објектива увећану количину светла посматраног објекта и детаља на њему, па их тако раздвојене увећава и прослеђује у посматрачево око. Тако се телескопом раздвајају блиске тачке на посматраном објекту више него што би то могло само око посматрача.
- повећава видни угао под којим се види посматрани објекат у односу на видни угао под којим види човечје око

Окулар на слични начин врши и увећање видног угла под којим се види посматрани објекат у односу на видни угао под којим види човечје око.

## Основни типови телескопа рефлектора
Оптички телескоп је систем који се састоји од објектива и окулара. Дужина телескопске цеви је одређена тако да је задња фокална раван објектива усклађена са предњом фокалном равни окулара. Уместо објектива, у његову жижу се може поставити фотоћелија, CCD камера или некакав други детектор зрачења. Тада се овакав објектив телескопа назива фотообјектив. Телескопи рефлектори се деле на типове рефлектора у зависности од тога какав објектив користе.

### Њутнов телескоп
Њутнов телескоп је тип рефлекторског телескопа код којег се светлост од конкавног примарног параболичног огледала одбија до малог дијагоналног равног секундарног огледала и преноси до фокуса. Фокус се налази по страни тубуса (нормално на оптичку осу телескопа) при врху телескопа (на супротној страни од примарног огледала).
Први овакав тип телескопа је конструисао Исак Њутн 1668. и он се сматра првим телескопом рефлектором икада направљеним. Овакав оптички систем је данас широко распрострањен међу мањим телескопима (систем постаје непрактичан кад жижина даљина постане велика, рецимо већа од висине човека).
Пошто спада у најједноставније и најјефтиније телескопе, овај телескоп се и данас користи, већином за аматерска посматрања телескопима које људи могу и сами да направе.

### Грегоријев телескоп
Примарно огледало Грегоријевог телескопа је конкавно параболично огледало, а секундарно огледало чини мање конкавно елиптично огледало.
 Примарно огледало рефлектује светлост на секундарно, која се одавде поново рефлектује на примарно, али тачно у његов центар у којем је рупа и где је постављен окулар. За разлику од Њутновог телескопа, растојање међу огледалима је веће од жижине даљине и због тога овде слика није изокренута. Захваљујући великој жижиној даљини, секундарно огледало даје релативно велико увећање.
Конструкција оваквог телескопа предложена је 1663. године од стране шкотског астронома и математичара Џејмса Грегорија у књизи Optica Promota.
Данас овакве схеме телескопа користе Телескоп напредне технологије у Ватикану, Магеланови телескоп, Магеланов гигантски телескоп, Велики бинокуларни телескоп и други.

### Касегренов телескоп
Телескоп представља варијанту телескопа са објективом којег чини двоогледални систем. Примарно огледало је конкавно (у првој конструкцији телескопа је било параболоидно). Оно одбија зраке ка секундарном огледалу, које је обично хиперболично.
По Максутовој класификацији телескопа, овај телескоп спада у интрафокалне продужене телескопе, због тога што се секундарно огледало налази између примарног огледала и његовог фокуса и укупна жижина даљина је већа него жижина даљина примарног огледала.
Схема оваквог телескопа је била предложена од стране француског свештеника и оптичара Лорена Касегрена 1672. године. Данас постоје многобројни системи телескопа који се базирају на Касегреновом телескопу, а модификација Телескоп Максута-Касегрена данас спада у најјраспрострањенију схему телескопа у свету.

### Телескоп Ричи-Кретјан
Схема овог телескопа представља побољшану верзију Касегреновог телескопа. Примарно огледало није параболоидно, већ је замењен системом од два хиперболична огледала.
Телескоп у оваквој варијанти су креирали Џорџ Ричи и Анри Кретјан почетком друге деценије прошлог века. Данас скоро сви професионални телескопи имају овакву конструкцију.

### Троогледални анастигмат
Троогледални анастигмат је телескоп који се састоји од три закривљена огледала која могу изразито смањити све три главне врсте аберације - сферну аберацију, кому и астигматизам. Овакав телескоп је 1935. године предложио Морис Паул, а побољшао га је Бекер и настаје схема телескопа позната као Паул-Бекерова схема, да би се 1972. године појавило још нових решења за елиминацију аберација која објављује Корич.

### Хершелов телескоп
Примарно огледало има облик параболоида, али му се жижа не налази на главној оси.
Телескоп је 1772. конструисао немачко-британски астроном и математичар Вилхелм Хершел, који је радио и као краљев астроном. Телескоп је у своје време важио за највећи телескоп на свету. Хершел је овим телескопом, између осталог, открио и планету Уран. Сматра се да Хершел није самостално дошао до ове конструкције, већ да је десетак година пре исту схему конструисао Михаил Ломоносов.

## Три највећа телескопа рефлектора данас
Поред што веће дифракционе моћи, на квалитет телескопа утиче и величина огледала.

### Велики канарски телескоп
Велики канарски телескоп (Gran Telescopio Canarias - GTC), са пречником огледала од 10,40 m, највећи је телескоп рефлектор на свету (ако се посматрају рефлектори који се састоје само од једног телескопског система). Примарно огледало се састоји од 36 хексагоналних делова који међусобно чине целину и којима у потпуности координише контролни систем активне оптике.
Планови о ГТЦ пројекту и његовој изградњи су започети 1987. године и укључили су преко хиљаду људи и стотине компанија. Изградња телескопа је започела 2002. године. Телескоп је постављен на острву Ла Палма у Шпанији, а пројекат је финансирала држава Шпанија (90%), Мексико (5%) и Универзитет Флориде (5%). Прелиминарна мерења су извршена у јулу 2007. године, а телескоп је званично отворен 24. јула 2009. године под инаугурацијом шпанског крања Хуана Карлоса I од Шпаније и тада је званично постао највећи телескоп рефлектор на свету.

### Кек телескопи
Кек телескоп (Keck Telescope) се налази на Хавајима, близу вулкана Мауна Кеа на висини од око 4.000 m. Састоји се од сва телескопа и пречник огледала сваког од њих је 10 m. Примарно огледало се састоји од 36 шестоугаоних огледала и има и активну и адаптивну оптику.

### Врло велики телескоп
Врло велики телескоп (Very Large Telescope - VLT) ради као интерферометар, а раздвојна моћ му је око 1 мили-лучне секунде. Састоји се од 4 одвојена, међусобно повезана, оптичка телескопа (Antu, Kueyen, Melipal, Yepun) на висини од 2.635 m у пустињи Атакама у Чилеу. Сваки телескоп има пречник огледала од 8,2 m, а 4 помоћна покретна телескопа имају пречник огледала 1,8 m.

## Рефлектор сателит
Телескоп Хабл (Hubble Space Telescope - HST) познат је рефлектор који кружи око Земље на висини од 600 km и обиђе је за 96 минута. Хабл је лансиран 1990. године, као заједнички пројекат NASA и ESA. Хабл је телескоп - рефлектор пречника огледала 2,4 m, а ради у љубичастом, ултраљубичастом и инфрацрвеном спектру.

## Недостаци рефрактора и њихово смањење
Првокласан оптички систем је онај чије су аберације мање од дифракције која је неизбежна. Аберације могу бити геометријске (сферна аберација, кома и астигматизам) и физичке (хроматска аберација).
Сферна аберација се манифестује тиме да жиже ивичних и централних зрака не леже у истој равни. Карактеристична је за сочива која нису идеални параболоиди.
Кома је аберација када се ликови формирани ван оптичке осе телескопа искривљују. Ова аберација расте са удаљавањем од осе и одређује горњу границу области у којој су ликови одговарајућег квалитета.
Хроматска аберација се састоји у томе да се зраци различитих боја фокусирају у различитим тачкама осе сочива. Настаје због зависности индекса преламања сочива од таласне дужине упадног зрачења. Да би се ова аберације елиминисала или бар редуковала, рефрактори имају објективе који се састоје од система сочива (ахромата) сачињених од различитих врста стакала са пажљиво изабраним индексом рефракције (крон и флинт стакла). У пракси се хроматска аберација никада потпуно не елиминише за све таласне дужине, већ се бира погодан систем сочива који редукује аберацију на минимум у спектралном интервалу у ком жели да се посматра.
У циљу смањења и отклањања недостатака оптичких система, савремени телескопи су често комбинација сочива и огледала (катадиоптрички системи).
Примери су Максутовљев телескоп који својим мениском (издубљеним сочивом) са сферном аберацијом компензује сферну аберацију огледала, телескоп Шмитова камера који корекционом плочом од танког стакла специјалног профила постављеном у центар кривине огледала компензује сферну аберацију огледала, и други.